# Longueval-Barbonval
Longueval-Barbonval é uma ex-comuna francesa na região administrativa de Altos da França, no departamento de Aisne. Estendeu-se por uma área de 8,73 km². Em 2010 a comuna tinha 1 201 habitantes (densidade: 137,6 hab./km²).
Em 1 de janeiro de 2016 foi fundida com as comunas de Glennes, Merval, Perles, Révillon, Vauxcéré e Villers-en-Prayères para a criação da nova comuna de Les Septvallons.